# Gómez Díaz
Gómez Díaz, en latín Gomiz didaci (fallecido c. 987), noble del reino leonés, miembro del linaje de los Banu Gómez, fue conde en Saldaña y  en Liébana hasta su muerte. Era hijo de Diego Muñoz de Saldaña y de su esposa Tigridia. 

## Matrimonio e hijos

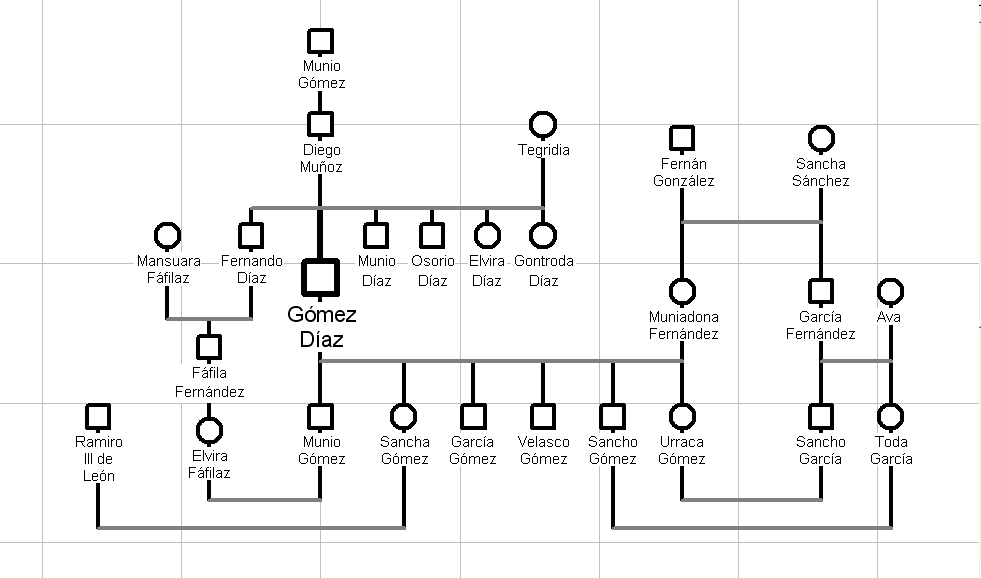
Orígenes familiares de Gómez Díaz y uniones matrimoniales de sus descendientes.

Contrajo matrimonio con Muniadona Fernández, hija del conde de Castilla Fernán González, con la que tuvo los siguientes hijos:
- García Gómez,[1] sucesor de su padre, estuvo casado con Muniadona, de origen desconocido.
- Munio Gómez,[1] conde de Liébana tras la muerte de su hermano García Gómez. Casado con Elvira Fáfilaz, hija del conde Fáfila Fernández, sobrino de Gómez Díaz.
- Sancho Gómez,[1] conde de Ceión (alto Cea) en 987, fue asesinado junto a Sanchuelo en 1009, en las cercanías del río Guadalmellato. Contrajo matrimonio con su prima carnal Toda García, hija del conde de Castilla García Fernández.
- Velasco Gómez,[1] decapitado por los musulmanes en la Batalla de Cervera en 1000.
- Sancha Gómez, casada con el rey Ramiro III de León.

También pudieron ser los padres de Urraca,  la esposa de Sancho García, conde de Castilla.
En este listado de hijos de Gómez Díaz con toda probabilidad faltaría un hijo de nombre Diego, que sería el hijo primogénito, pues en esos tiempos se tenía la costumbre de poner al hijo primogénito el nombre del abuelo paterno, en este caso Diego Muñoz de Saldaña. Siguiendo está costumbre, también faltaría otro vástago de nombre Fernando, que sería el segundogénito, tomando el nombre del abuelo materno, Fernando González.
| Predecesor: Gómez Muñoz        | Conde de Saldaña | Sucesor: García Gómez |
| Predecesor: Fernando Rodríguez | Conde de Liébana | Sucesor: García Gómez |